# Andienungspflicht
Die Andienungspflicht ist in der Entsorgungswirtschaft die Pflicht eines Wirtschaftssubjekts, den Sonderabfall einem bestimmten Entsorgungsfachbetrieb (wie beispielsweise Abfallverbrennungsanlage oder Sondermülldeponie) zu überlassen (anzudienen; § 17 KrWG). Der Begriff wird mit einem anderen Begriffsinhalt auch in anderen Fachgebieten verwendet.

## Gesetzliche Vorschriften
Bei der Abfallbeseitigung ist die Andienungspflicht die Verpflichtung, einen Sonderabfall über eine bestimmte Anlage oder eine vorgeschriebene Abfallbeseitigungsgesellschaft entsorgen zu lassen. Die Andienungspflicht für Abfälle zur Beseitigung wird vom Amt für Abfallwirtschaft in der Abfallsatzung des Kreises oder der Gemeinde festgelegt. Damit gehört die Entsorgungswirtschaft mit ihrer Andienungspflicht zum öffentlichen Recht.

## Privatrechtliche Vorschriften
Gesellschaftsrecht
Gesellschaftsverträge können insbesondere bei Familienunternehmen vorsehen, dass ein veräußerungswilliger Gesellschafter seine Kapitalbeteiligung im Wege eines Vorkaufsrechts erst den Mitgesellschaftern anbieten muss, bevor er mit Dritten über einen Verkauf verhandeln darf.
Im Aktienhandel kann eine Andienungspflicht für Aktien zu Gunsten einer bestimmten Person oder eines Unternehmens für den Fall der beabsichtigten Veräußerung vereinbart sein. Der übertragungswillige Aktionär teilt seine Übertragungsabsicht unter Angabe der Anzahl zu übertragender Aktien den Aktionären mittels eingeschriebenem Brief mit. Sofern ein Dritter sein Interesse bekundet hat, sind zusätzlich dessen Person und dessen Offerte zu nennen. Das Andienungsrecht stellt eine satzungsmäßige Übertragungsbeschränkung dar.
Derivate
Eine Andienungspflicht bedeutet bei derivativen Finanzinstrumenten wie beispielsweise bei Optionen, dass im Falle der Kaufoption der Stillhalter und im Falle der Verkaufsoption der Optionsinhaber verpflichtet sind, den Basiswert dem Kontrahenten zu liefern, also „anzudienen“. Die Nichterfüllung der Andienungspflicht stellt eine Vertragsverletzung (englisch default) dar.
Versicherungswesen
Die Andienungspflicht im Außenhandel bestimmt, dass bei einer abgeschlossenen Exportkreditversicherung das versicherte Unternehmen verpflichtet ist, alle Exporte und Transporte über das angegebene Versicherungsunternehmen zu versichern. Außerdem muss es alle unter den Vertrag fallenden Transporte bei der Versicherung angeben.
Genossenschaftswesen
In den Satzungen von landwirtschaftlichen Genossenschaften ist festgelegt, dass sämtliche zum Verkauf bestimmten Produkte während der Mitgliedschaft an diese zu liefern sind. Eine praktische Bedeutung hat dies insbesondere bei Molkereigenossenschaften, wo bei einem Verstoß empfindliche Vertragsstrafen vorgesehen sind. Ähnliche Regelungen finden sich bei genossenschaftlich organisierten LPG-Nachfolgebetrieben in den neuen Bundesländern. Viehverwertungsgenossenschaften bestehen trotz der satzungsgemäßen Verpflichtung nicht auf der Andienungspflicht.
Leasing
Beim Leasing sehen Finanzierungsleasingverträge häufig vor, dass nach Ablauf der Leasingzeit entweder dem Leasinggeber ein Andienungsrecht oder dem Leasingnehmer ein Optionsrecht zusteht, dessen Ausübung zu einem Kaufvertrag zwischen Leasinggeber und Leasingnehmer führt.